# Distretto di Abaj (Abaj)
Il distretto di Abaj (in kazako: Абай ауданы) è un distretto (audan) del Kazakistan con  capoluogo Qarauyl.